# Adavibhavi, Lingsugur
Adavibhavi là một làng thuộc tehsil Lingsugur, huyện Raichur, bang Karnataka, Ấn Độ.